# 阮有施
阮有施（1899年—？），越南醫生，1945年時出任越南帝國陳仲金政府接濟部長。

## 生平
阮有施出身峴港，少時在順化和河內求學。:330
1923年後，在潘切從事醫生工作，1934年回到峴港工作。:330
陳仲金辭職後，阮有施回到峴港生活直至去世。:331